# Catherine (Badminton)
Catherine (* 28. Januar 1972) ist eine indonesische Badmintonspielerin. 

## Karriere
Catherine siegte 1991 bei den Polish International im Damendoppel mit Eliza Nathanael. Mit ihr belegte sie auch Platz zwei bei den US Open des gleichen Jahres. Gemeinsam qualifizierten sie sich ebenfalls für die Badminton-Weltmeisterschaft 1991 und wurden dort 17. im Damendoppel.

## Sportliche Erfolge
| Saison | Veranstaltung        | Disziplin   | Platz | Name                        |
| ------ | -------------------- | ----------- | ----- | --------------------------- |
| 1991   | Polish International | Damendoppel | 1     | Catherine / Eliza Nathanael |
| 1991   | US Open              | Damendoppel | 2     | Catherine / Eliza Nathanael |
| 1991   | Weltmeisterschaft    | Damendoppel | 17    | Catherine / Eliza Nathanael |